# Come a Natale - Chitarra e voce 1
Come a Natale - Chitarra e voce 1 è il primo EP del cantautore italiano Nesli, pubblicato l'11 dicembre 2012 dalla Carosello Records.

## Il disco
Pubblicato per il solo download digitale, l'EP contiene cinque brani estratti dal sesto album in studio Nesliving Vol. 3 - Voglio riarrangiati in chiave acustica.

## Tracce
1. Ti sposerò (Versione Acustica) – 3:05
2. Solamente un incubo (Versione Acustica) – 3:06
3. Perdo via (Versione Acustica) – 3:23
4. Se puoi (Versione Acustica) – 3:28
5. Respiro (Versione Acustica) – 3:53

## Formazione
- Nesli – voce, chitarra acustica